# Bilkî, Popilnea
Bilkî (în ucraineană Білки) este localitatea de reședință a comunei Bilkî din raionul Popilnea, regiunea Jîtomîr, Ucraina.

## Demografie
Componența lingvistică a localității Bilkî
     Ucraineană (98,39%)
     Alte limbi (1,6%)
Conform recensământului din 2001, majoritatea populației localității Bilkî era vorbitoare de ucraineană (98,39%), existând în minoritate și vorbitori de alte limbi.